# Ладиньяк-сюр-Рондель
Ладинья́к-сюр-Ронде́ль (фр. Ladignac-sur-Rondelles, окс. Ladinhac) — коммуна во Франции, находится в регионе Лимузен. Департамент — Коррез. Входит в состав кантона Тюль-Кампань-Сюд. Округ коммуны — Тюль.
Код INSEE коммуны — 19096.
Коммуна расположена приблизительно в 410 км к югу от Парижа, в 85 км юго-восточнее Лиможа, в 7 км к юго-востоку от Тюля.

## Население
Население коммуны на 2008 год составляло 442 человека.
| 1962 | 1968 | 1975 | 1982 | 1990 | 1999 | 2008 |
| ---- | ---- | ---- | ---- | ---- | ---- | ---- |
| 296  | 304  | 292  | 345  | 408  | 409  | 442  |

## Экономика

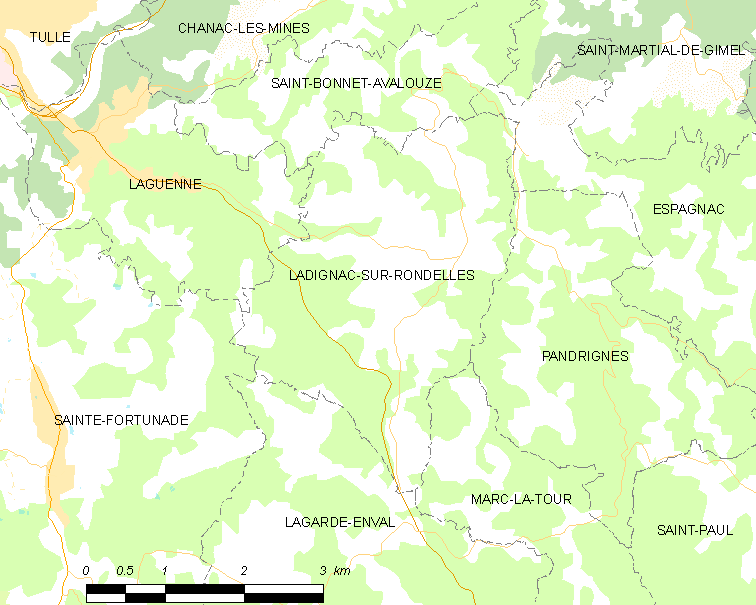
Карта коммуны

В 2007 году среди 302 человек в трудоспособном возрасте (15-64 лет) 234 были экономически активными, 68 — неактивными (показатель активности — 77,5 %, в 1999 году было 76,4 %). Из 234 активных работали 225 человек (120 мужчин и 105 женщин), безработных было 9 (6 мужчин и 3 женщины). Среди 68 неактивных 23 человека были учениками или студентами, 33 — пенсионерами, 12 были неактивными по другим причинам.